# Xã Georgetown, Michigan
Xã Georgetown (tiếng Anh: Georgetown Township) là một xã thuộc quận Ottawa, tiểu bang Michigan, Hoa Kỳ. Năm 2010, dân số của xã này là 46.985 người.